# Tadeusz Kotula

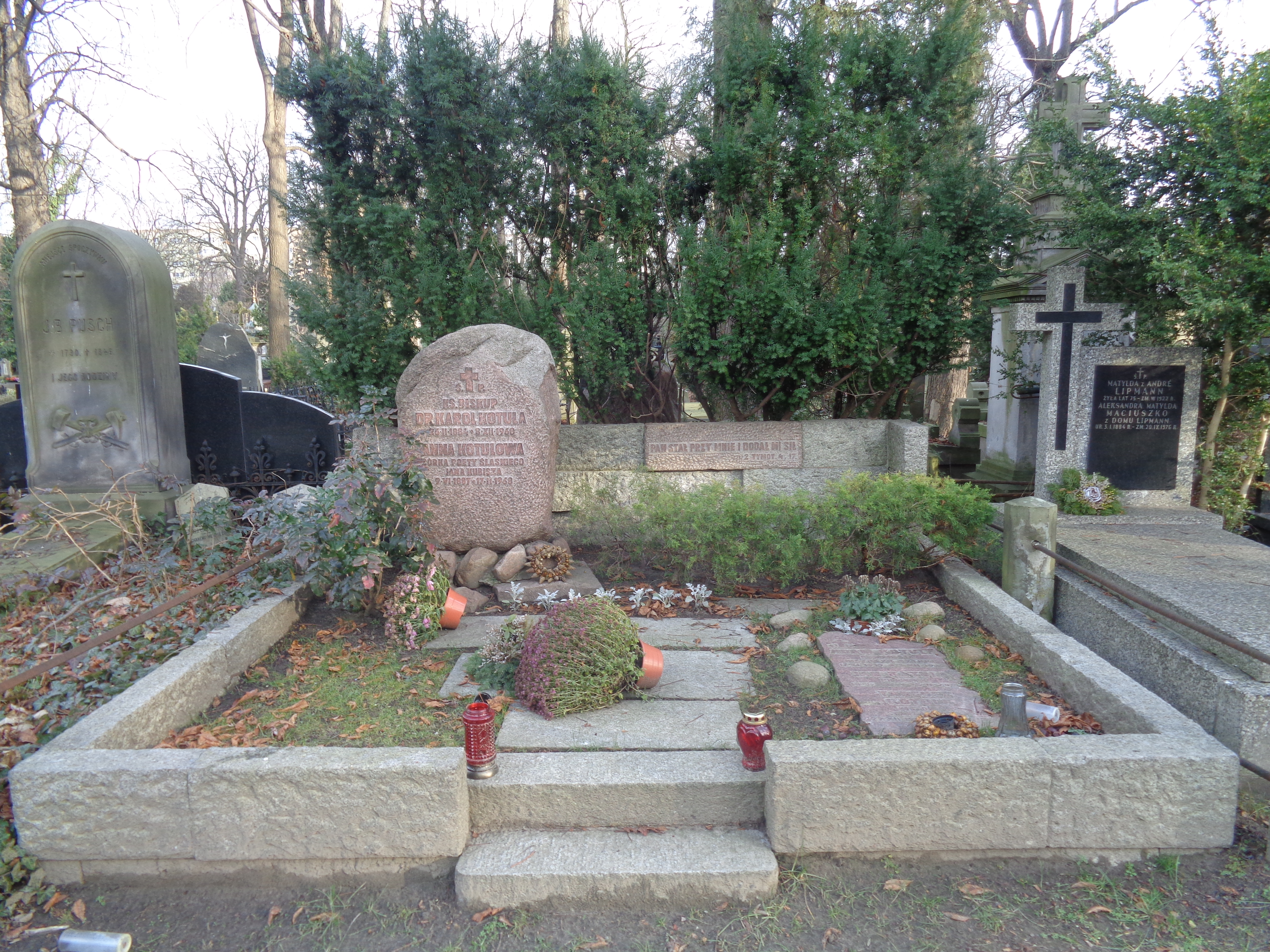
Grób Tadeusza Kotuli na Cmentarzu ewangelicko-augsburskim

Tadeusz Kotula (ur. 22 grudnia 1923 w Cieszynie, zm. 4 maja 2007 we Wrocławiu) – historyk, twórca polskiej szkoły historii starożytnej, wieloletni profesor Uniwersytetu Wrocławskiego oraz Uniwersytetu Śląskiego w Katowicach, doktor honoris causa Uniwersytetu im. Adama Mickiewicza w Poznaniu.

## Życiorys
Był synem biskupa Karola Kotuli oraz bratem historyka sztuki i romanisty – Adama Kotuli. Studiował filologię klasyczną (magisterium w 1950) i historię (magisterium w 1952) na Uniwersytecie Łódzkim. W 1952 przeniósł się na Uniwersytet Wrocławski. W 1960 uzyskał stopień naukowy doktora na podstawie rozprawy pt. U źródeł afrykańskiego separatyzmu. Pięć lat później habilitował się na podstawie rozprawy Zgromadzenie prowincjonalne w rzymskiej Afryce Północnej. Kierownik  Zakładu Historii Starożytnej (1987-1993), zastępca dyrektora (1971-1975) i dyrektor Instytutu Historycznego. W 1974 uzyskał tytuł profesora nadzwyczajnego, zaś w 1983 profesora zwyczajnego.
Podczas stanu wojennego wspólnie ze studentami uczestniczył w manifestacjach i bronił ich przed relegowaniem z uczelni.
Odznaczony Krzyżem Oficerskim Orderu Odrodzenia Polski (1994).
Został pochowany 10 maja 2007 na cmentarzu ewangelicko-augsburskim w Warszawie (aleja 12, grób 17).

## Członkostwo w korporacjach naukowych
Członek Komitetu Nauk o Kulturze Antycznej Polskiej Akademii Nauk, Polskiej Akademii Umiejętności i Association Internationale d’Epigraphie Grecque et Latine z siedzibą w Paryżu.

## Wybrane publikacje
- Afryka Północna w starożytności. Wrocław: Zakł. Nar. im. Ossolińskich, 1972.
- Aurelian i Zenobia. Wrocław: Zakład Narodowy im. Ossolińskich, 2006. ISBN 83-04-04593-1
- Barbarzyńcy i dworzanie. Rzym a barbarzyńcy w dworskiej literaturze późnorzymskiej. Kraków: PAU, 2004. ISBN 83-88857-83-5
- Cesarz Klaudiusz II i "Bellum Gothicum" lat 269–270. Wrocław: Wydaw. UWr, 1994. ISBN 83-229-1057-6
- Kryzys III wieku w zachodnich prowincjach Cesarstwa Rzymskiego. Wrocław: Wydaw. Uniwersytetu Wrocławskiego, 1992. ISBN 83-229-0659-5
- Kto wygrał bitwę z Gotami pod Naissus: cesarz Galien w 268 r. czy cesarz Klaudiusz II w 269 r.?. Poznań: UAM, 1994. ISBN 83-86402-10-5
- Masynissa. Warszawa: Państwowy Instytut Wydawniczy, 1976.
- Septymiusz Sewerus: cesarz z Lepctis Magna. Wrocław: Ossolineum, 1986. ISBN 83-04-02155-2
- U źródeł afrykańskiego separatyzmu w III w.n.e. Wrocław: Zakład Narodowy im. Ossolińskich, 1961.
- Zgromadzenia prowincjonalne w rzymskiej Afryce w epoce późnego Cesarstwa. Wrocław: Zakład Narodowy im. Ossolińskich, 1965.